# (484) Pittsburghia
(484) Pittsburghia – planetoida z pasa głównego asteroid okrążająca Słońce w ciągu 4 lat i 132 dni w średniej odległości 2,67 j.a. Została odkryta 29 kwietnia 1902 roku w Landessternwarte Heidelberg-Königstuhl w Heidelbergu przez Maxa Wolfa. Nazwa planetoidy pochodzi od miasta Pittsburgh w Pensylwanii. Przed nadaniem nazwy planetoida nosiła oznaczenie tymczasowe (484) 1902 HX.